# Killing Time
Killing Time je 3D first-person hra vydaná společností The 3DO Company pro svou stejnojmennou herní konzoli v roce 1995. Jedná se v podstatě o další variaci na hru Doom, ovšem s důrazem kladeným na celkovou herní atmosféru. K ní nemalou měrou přispívá originální soundtrack, zvukové efekty a prostředí, ve kterém se hra odehrává. Hra obsahuje mnoho videosekvencí, ve kterých účinkují profesionální herci. Obdivuhodná je kromě hudební stránky též přesnost, s jakou tvůrci použili poznatky o starobylém Egyptě.

## Charakteristika
Hráč ovládá postavu soukromého detektiva, který je uvězněn na ostrov Matinicus, jenž náleží ke státu Maine. Roku 1932 se Tess Conway, dědic rozsáhlých nemovitostí, ztratí včetně svých přátel poté, co experimentovali s prastarými egyptskými vodními hodinami, jež mají zaručit nesmrtelnost. Cílem hry je nalézt tyto hodiny a odkrýt tajemství ukryté na Conwayových polnostech. Samozřejmě spolu s překonáváním hrůz, které nyní ovládají ostrov ze záhrobí.